# Agrilus cupreiceps
Agrilus cupreiceps é uma espécie de inseto do género Agrilus, família Buprestidae, ordem Coleoptera.
Foi descrita cientificamente por Walker, 1859.